# ATP Challenger Trophy
ATP Challenger Trophy — профессиональный теннисный турнир проводимый ежегодно в Трнаве на открытых грунтовых кортах. Соревнование является частью мужского тура в серии ATP Challenger.

## Общая информация
Профессиональный теннисный чемпионат среди мужчин на кортах трнавского TC Empire организован в 2007 году, путём переноса сюда аналогичного приза из Братиславы Соревнование имело стабильно высокое финансирование, с тех пор не только проводясь осенью каждого года, но и собирая на свои розыгрыши хотя бы нескольких игроков первой сотни одиночного рейтинга мужского тура. Например в 2008 году первой ракеткой одиночного приза был Марсель Гранольерс (тогдашний № 52 классификации).
Победители и финалисты
Состав участников приза из года в год достаточно серьёзно менялся, что отразилось на списке участников решающих матчей одиночного турнира: за первые шесть лет в финале играли сразу двенадцать различных теннисистов (и лишь один из них представлял Словакию). В парном разряде список участников титульного матча был чуть меньше, а Игорю Зеленаю и Ярославу Поспишилу удалось даже не просто дважды сыграть на этой стадии, но и завоевать два титула. Помимо них дважды играл на этой стадии чех Лукаш Росол.

## Финалы прошлых лет
| Год  | Чемпион                | Финалист       | Счёт финала    |
| ---- | ---------------------- | -------------- | -------------- |
| 2014 | Андреас Хайдер-Маурер  | Антонио Веич   | 2-6 6-3 7-6(4) |
| 2013 | Юлиан Райстер          | Адриан Унгур   | 7-6(3) 6-3     |
| 2012 | Андрей Кузнецов        | Адриан Унгур   | 6-3 6-3        |
| 2011 | Иньиго Сервантес-Уэгун | Павол Червенак | 6-4 7-6(3)     |
| 2010 | Ярослав Поспишил       | Юрий Щукин     | 6-4 4-6 6-3    |
| 2009 | Александр Долгополов   | Ламин Уахаб    | 6-2 6-2        |
| 2008 | Альберто Мартин        | Юлиан Райстер  | 6-2 6-0        |
| 2007 | Ян Герных              | Томаш Зиб      | 6-3 3-6 6-4    |

| Год  | Чемпионы                           | Финалисты                            | Счёт финала       |
| ---- | ---------------------------------- | ------------------------------------ | ----------------- |
| 2014 | Роман Ебавы Ярослав Поспишил (2)   | Стефан Франсен Робин Хасе            | 6-4 6-2           |
| 2013 | Марин Драганя Мате Павич           | Аляж Бедене Ярослав Поспишил         | 7-5 4-6 [10-6]    |
| 2012 | Никола Чирич Горан Тошич           | Мате Павич Франко Шкугор             | 7-6(0) 7-5        |
| 2011 | Колин Эбелтайт Ярослав Поспишил    | Александр Бурый Андрей Василевский   | 6-3 6-4           |
| 2010 | Кароль Бек Лукаш Росол             | Александр Пейя Мартин Сланар         | 4-6 7-6(3) [10-8] |
| 2009 | Григор Димитров Теймураз Габашвили | Ян Минарж Лукаш Росол                | 6-4 2-6 [10-8]    |
| 2008 | Давид Шкох Игорь Зеленай (2)       | Даниэль Кёллерер Михал Мертиняк      | 6-3 6-1           |
| 2007 | Филип Полашек Игорь Зеленай        | Диего Хункейра Рубен Рамирес Идальго | 6-1 6-4           |